# Добрянка (Голованівський район)
Добря́нка — село в Україні, у Вільшанській селищній громаді Голованівського району Кіровоградської області. Колишній орган місцевого самоврядування — Добрянська сільська рада.
Населення становить 1307 осіб.

## Археологічні розвідки
Поряд з селом в урочищі Татарка 1362 року відбулась битва на Синіх Водах.

## Історія
У 1754–1759 й 1761–1764 роках Добрянка входила до складу Новослобідського козацького полку. У 1769—1776 роках — шанець, центр сьомої роти Молдавського гусарського полку. У 1776—1783 роках — адміністративний центр (штаб-квартира) і центр першої роти Болгарського гусарського полку.
1859 року у селі південних мешканців Єлисаветградського повіту Херсонської губернії, мешкало 1692 особи (868 чоловічої статі та 824 — жіночої), налічувалось 442 дворових господарства, існувала православна церква.
Станом на 1886 рік у колишньому державному селі Вільшанської волості мешкало 2689 осіб, налічувалось 453 дворових господарства, існували православна церква, земська станція, 3 лавки, відбувались базари через 2 тижні по неділях.
За даними 1894 року у селі мешкало 3379 осіб (1755 чоловічої статі та 1624 — жіночої), налічувалось 576 дворових господарств, існували православна церква, земська школа на 157 учнів (144 хлопчики й 13 дівчаток), церковно-парафіяльна школа на 24 учня (14 хлопчиків й 10 дівчаток), земська поштова станція, 10 лавок, базари відбувались 26 днів на рік.
За переписом 1897 року кількість мешканців зросла до 3701 особи (1839 чоловічої статі та 1862 — жіночої), з яких 3558 — православної віри.

## Населення
Згідно з переписом УРСР 1989 року чисельність наявного населення села становила 1427 осіб, з яких 631 чоловік та 796 жінок.
За переписом населення України 2001 року в селі мешкало 1307 осіб.

### Мова
Розподіл населення за рідною мовою за даними перепису 2001 року:
| Мова       | Відсоток |
| ---------- | -------- |
| українська | 91,35 %  |
| молдовська | 4,90 %   |
| російська  | 2,60 %   |
| вірменська | 0,46 %   |
| болгарська | 0,23 %   |
| білоруська | 0,08 %   |
| інші       | 0,38 %   |

## Відомі люди
Олійник Віталій Миколайович (1933-2017) — український письменник і журналіст.